# Howard Staunton

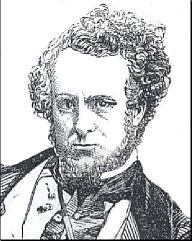
Howard Staunton.

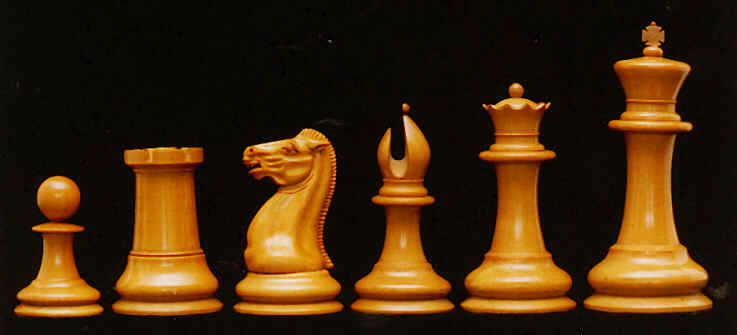
Stauntons schackpjäser.

Howard Staunton, född i april 1810 i London, död där den 22 juni 1874, var en engelsk schackspelare. Han lär ha varit naturlig son till Frederick Howard, 5:e earl av Carlisle.
Staunton var en av schackspelets främsta företrädare i England både som spelare och teoretiker. Han har blivit känd bland annat genom Stauntongambit i holländskt försvar. Han är också ihågkommen för de schackpjäser han använde, de så kallade Stauntons schackpjäser. Staunton var även en framstående kännare av 
Shakespeare och utgav textkritiska arbeten om honom. 